# Ропа (Хорватія)
42°45′ пн. ш. 17°28′ сх. д. / 42.75° пн. ш. 17.46° сх. д.
Ропа (хорв. Ropa) — населений пункт у Хорватії, в Дубровницько-Неретванській жупанії у складі громади Млєт.

## Населення
Населення за даними перепису 2011 року становило 37 осіб.
Динаміка чисельності населення поселення: